# М'яка конструкція з вареними бобами
«М'яка́ констру́кція з варе́ними боба́ми: передчуття́ громадя́нської війни́» — картина   іспанського художникаСальвадора Далі в стилі сюрреалізму, написана у 1936 році напередодні початку громадянської війни в Іспанії.

## Опис
На картині зображені дві велетенські істоти, що нагадують деформовані частини людського тіла, які випадково зрослися. Одна утворена із спотвореного болем обличчя, жіночої груді і ноги, інша — із двох деформованих рук і подібної до тазостегнової частини тіла форми. Боротьба цих істот-мутантів зображена на фоні пейзажу, який написаний у витонченій реалістичній манері.